# Teleconferência

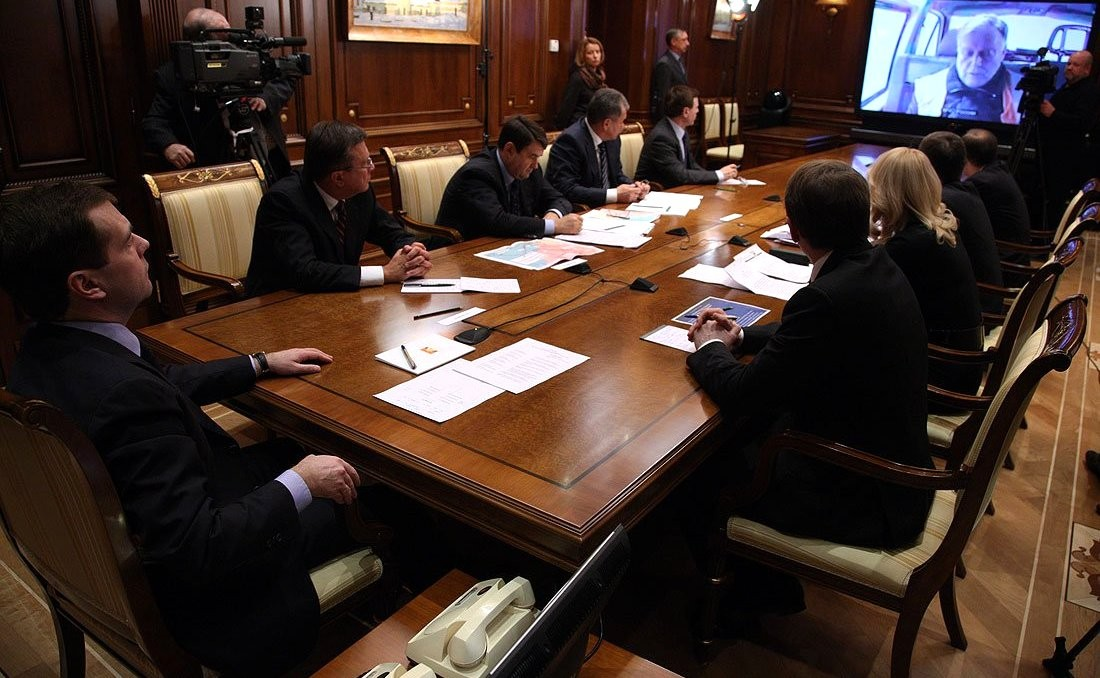
Teleconferência feita com uso de link de vídeo.

Uma teleconferência é uma reunião realizada por dois ou mais agentes distantes entre si, com uso de tecnologias de transmissão de som e imagem. Dentre as principais infraestruturas utilizadas para esse fim estão as redes de telefonia, internet e rádio.
A grande vantagem das teleconferências é que estas criam a possibilidade de se dinamizar a troca de informações, em tempo real, entre pessoas que não estão no mesmo espaço físico.